# Masterpiss of Pain
Masterpiss of Pain è il primo album dei Khold, pubblicato nel 2001.

## Tracce
1. Nattpyre – 3:59
2. Den Store Allianse – 3:41
3. Norne – 2:41
4. Svart Hellingdom – 3:25
5. Rovnatt – 2:44
6. Kaldbleke Hender – 3:14
7. Bortvandring – 5:00
8. Mesterverk Av Smerte – 3:27
9. Jol – 2:33
10. Oyne I Arv – 3:42

## Formazione
- Sverre "Gard" Stokland – voce, chitarra
- Geir "Rinn" Kildahl – chitarra
- Lars Eikind – basso
- Thomas "Sarke" Berglie – batteria